# Улмень (Бузеу)
Улмень, Улмені (рум. Ulmeni) — село у повіті Бузеу в Румунії. Адміністративний центр комуни Улмень.
Село розташоване на відстані 83 км на північний схід від Бухареста, 16 км на південний захід від Бузеу, 115 км на захід від Галаца, 102 км на південний схід від Брашова.

## Населення
За даними перепису населення 2002 року у селі проживали 1117 осіб.
Національний склад населення села:
| Національність | Кількість осіб | Відсоток |
| -------------- | -------------- | -------- |
| румуни         | 1087           | 97,3%    |
| цигани         | 27             | 2,4%     |

Рідною мовою назвали:
| Мова      | Кількість осіб | Відсоток |
| --------- | -------------- | -------- |
| румунська | 1105           | 98,9%    |
| циганська | 10             | 0,9%     |